# O (大黒摩季のアルバム)
『O』（オー）は、日本の女性歌手、大黒摩季の8枚目のオリジナル・アルバム。

## 概要
約2年ぶりとなる移籍第1弾アルバム。今作まで、大黒公認のアルバムは9作連続でオリコン週間チャートトップ10入りを果たしている。約10万枚を売り上げた。

## 収録曲
| 全編曲: 葉山たけし。 |                                                    |               |                      |      |
| #                    | タイトル                                           | 作詞          | 作曲                 | 時間 |
| 1.                   | 「PROMISE "I DO" featuring UTADA HIKARU」          | 大黒摩季      | 大黒摩季             | 5:38 |
| 2.                   | 「OVERDRIVE」                                      | 大黒摩季      | 葉山たけし、大黒摩季 | 4:19 |
| 3.                   | 「xx!! No!! My Life!!」                            | 大黒摩季      | 大黒摩季             | 4:42 |
| 4.                   | 「さよならって…」                                  | 大黒摩季      | 大黒摩季             | 4:58 |
| 5.                   | 「KURAKURASASETEYO 〜Tobby's Mix Introduction〜」  | 大黒摩季、TIZ | 大黒摩季             | 0:19 |
| 6.                   | 「Starlight 〜美しい星に気づかなければ〜」         | 大黒摩季      | 大黒摩季             | 5:08 |
| 7.                   | 「虹ヲコエテ'」(21stシングル)                      | 大黒摩季      | 大黒摩季             | 3:55 |
| 8.                   | 「Tripper☆Skipper☆」                               | 大黒摩季      | 葉山たけし           | 5:12 |
| 9.                   | 「クラクラさせてよ」                               | 大黒摩季、TIZ | 大黒摩季             | 4:30 |
| 10.                  | 「Baby Baby Baby」                                 | 大黒摩季      | 大黒摩季             | 5:29 |
| 11.                  | 「雪が降るまえに 〜Album Version〜」(22ndシングル) | 大黒摩季      | 大黒摩季             | 6:28 |
| 12.                  | 「この日のために」                                 | 大黒摩季      | 大黒摩季             | 5:11 |
| 13.                  | 「LIFE IS ALIVE」                                  | 大黒摩季      | 大黒摩季             | 5:24 |
| 14.                  | 「虹ヲコエテ 〜Live Version〜」                    | 大黒摩季      | 大黒摩季             | 7:17 |

- M1: 大正製薬「ゼナ」CMソング
- M6: TBS人間解析ドキュメント「ZONE」テーマソング
- M7: 森永ラクトフェリンヨーグルトCMソング
- M11: TBS系ドラマ「こちら第三社会部」主題歌